# Rancho Viejo (Teksas)
Rancho Viejo je naseljeno mjesto za statističke potrebe u američkoj saveznoj državi Teksas. Prema popisu stanovništva iz 2010. u njemu je živjelo 228 stanovnika.